# Дамаджі Рао Гайквад
Дамаджі Рао Гайквад (помер 18 серпня 1768) — другий магараджа Вадодари. Брав участь у повстанні проти пешви Баладжі Баджі Рао. У травні 1751 року Дамаджі Рао разом зі своїми родичами був заарештований та відправлений до Пуне. Після виконання вимог пешви магараджу звільнили.